# طبقه بندی ریخت شناسی
طبقه بندی ریخت‌شناسی (prototypical) یکی از انواع طبقه بندی روان‌شناسی برای ارزیابی یا صدور تشخیص است.
یک نمونه برای قرارگرفتن در یک ریخت یا پروتوتایپ مستلزم وجود همه ویژگی‌های موجود در آن ریخت نیست بلکه حضور تعداد کافی از چند رگه یا ویژگی اصلی کفایت می‌کند.
برای مثال برای قرار دادن مورد در طبقه افسردگی؛ وجود ۵ سمپتوم از ۹ کافی است.
ریخت‌ها به شکل مشاهده بالینی و شهودی یا آماری از یکدیگر متمایز می‌شوند.

### روش‌های طبقه بندی در ریخت‌شناسی
دو روش برای قرار گرفتن فرد در ریخت‌ها وجود دارد:
1. الگوی درخت تصمیم: مانند پرسشنامه PSS
2. الگوی مقایسه نیمرخ‌ها: مانند پرسش‌نامه شخصیتی چندمحوری مینه‌سوتا